# Drosanthemum duplessiae
Drosanthemum duplessiae är en isörtsväxtart som beskrevs av L. Bol. Drosanthemum duplessiae ingår i släktet Drosanthemum och familjen isörtsväxter. Inga underarter finns listade i Catalogue of Life.